# Recopa Sul-Americana de 2025
A Recopa Sul-Americana de 2025, oficialmente CONMEBOL Recopa 2025, foi a 32.ª edição do torneio, que é realizado anualmente pela Confederação Sul-Americana de Futebol (CONMEBOL). A disputa aconteceu entre o campeão da Copa Libertadores da América de 2024, Botafogo, do Brasil, e o campeão da Copa Sul-Americana de 2024, Racing, da Argentina, que venceu o confronto por 4–0 no resultado agregado.
As partidas, conforme divulgado pela CONMEBOL, aconteceram em 20 e 27 de fevereiro de 2025. A primeira partida foi disputada na casa do vencedor da Copa Sul-Americana, no Estádio El Cilindro, em Avellaneda, Argentina. A segunda partida foi jogada na casa do vencedor da Copa Libertadores, no Estádio Nilton Santos, Rio de Janeiro, Brasil.

## Regulamento
A Recopa Sul-Americana é disputada em jogos de ida e volta, sendo que o campeão da Copa Libertadores tem a primazia de realizar o jogo da decisão em casa. Ao final dos 90 minutos regulamentares no jogo da volta, pode ser necessário mais 30 minutos de prorrogação em caso de igualdade no placar agregado (sendo que a regra do gol fora de casa não é mais aplicada). Persistindo o empate, o título é decidido em disputa por pênaltis.

## Equipes classificadas
O Racing se classificou pela segunda vez para a competição, ao vencer o Cruzeiro por 3–1 na final da Copa Sul-Americana de 2024, em 23 de novembro de 2024, no Estádio General Pablo Rojas, em Assunção, Paraguai.
O Botafogo se classificou também pela segunda vez, ao vencer o Atlético Mineiro por 3–1 na final da Copa Libertadores da América de 2024, em 30 de novembro de 2024, no Estádio Mâs Monumental, em Buenos Aires, na Argentina.
| Equipe   | Qualificação                                    | Aparições anteriores |
| -------- | ----------------------------------------------- | -------------------- |
| Botafogo | Campeão da Copa Libertadores da América de 2024 | 1 (1994)             |
| Racing   | Campeão da Copa Sul-Americana de 2024           | 1 (1989)             |

## Partidas

### Ida
| 20 de fevereiro | Racing                                             | 2 – 0                          | Botafogo | Estádio El Cilindro, Avellaneda |
| 21:30           | Luciano Vietto 31' (pen.) · Maravilla Martínez 63' | Relatório (CONMEBOL) Soccerway |          | Árbitro: CHI Felipe González    |

| 0 | Racing | Botafogo | 0 |

### Volta
| 27 de fevereiro | Botafogo | 0 – 2                          | Racing                        | Estádio Nilton Santos, Rio de Janeiro |
| 21:30           |          | Relatório (CONMEBOL) Soccerway | Zaracho 50' · B. Zuculini 69' | Público: VEN Jesús Valenzuela         |

| 0 | Botafogo | Racing | 0 |

## Premiação
| Recopa Sul-Americana de 2025 |
| Argentina                    |
| ---------------------------- |
| RACING Campeão (1.º título)  |